# Cible émouvante
Cible émouvante je francouzský hraný film z roku 1993, který režíroval Pierre Salvadori podle vlastního scénáře. Snímek měl světovou premiéru dne 18. srpna 1993.

## Synopse
Victor je stárnoucí nájemný vrah, který žije pod autoritou násilné matky. Zalíbí se mu Antoine a rozhodne se z něj udělat svého učně. K tomu musí zabít Renée, ale vše nejde podle plánu.

## Obsazení
| Jean Rochefort       | Victor Meynard  |
| Marie Trintignantová | Renée Dandrieux |
| Guillaume Depardieu  | Antoine         |
| Serge Riaboukine     | Manu            |
| Patachou             | paní Meynard    |